# Маралик
Маралик (јерм. Մարալիկ) је градић у Јерменији, у јужном делу марза Ширак у подручју Ширакске равнице. Налази се на северозападним обронцима планине Арагац, на надморској висини од 1.920 m.
Кроз град пролази друмска деоница која повезује Јереван са Гјумријем, а сам град је и железницом повезан са административним центром марза Гјумријем.
Према проценама за 2010. у насељу је живело 5.400 становника.
У граду се налази црква из 1903. године, а у околини бројни камени хачкари из периода —XII века.